# Alyson Dudek
Alyson Dudek (Hales Corners, 30 luglio 1990) è una pattinatrice di short track statunitense.

## Palmarès

### Olimpiadi
- Bronzo a Vancouver 2010 nei 3000 metri a staffetta.

### Mondiali
- Bronzo a Sofia 2010 nei 3000 metri a staffetta.

### Mondiali - A squadre
- Bronzo a Heerenveen 2009.
- Bronzo a Varsavia 2011.